# Capilla de Todos los Santos en Tarnobrzeg
La Capilla de Todos los Santos en Tarnobrzeg (en polaco: Kaplica Wszystkich Świętych w Tarnobrzegu) es un edificio religioso que se encuentra en el término municipal de Sobów, en el cementerio municipal, en la calle Litewska. La construcción de la capilla fue iniciada por el rector de la parroquia Serbinów de Nuestra Señora del Perpetuo Socorro Michał Józefczyk. Las obras se iniciaron en 2009, y terminaron a finales de octubre.